# Chiara Matraini
Chiara Matraini (Lucca, 4 de juny del 1515 - 8 de novembre de 1604) fou una poeta italiana del Renaixement.

## Biografia
Nascuda en una família d'artesans, enriquida com a tintorers de la seda, la família Matraini va tenir un paper protagonista en les lluites polítiques de la Lucca del Cinquecento. Durant la rivolta degli straccioni, el 1532, un dels germans de Chiara, Ludovico, va ser decapitat, i, un altre, Luiso, va ser empresonat, morint a la presó el 1535.
El 1531 Chiara va contreure matrimoni amb Vincenzo Cantarini i va tenir un fill, de nom Federigo. Vídua el 1542 i ja aleshores coneguda com a poeta, tot i que cap dels seus escrits no havia estat encara publicat, el 1547 es va veure embolicada en un escàndol per les seves reunions alegres amb joves pisans i amb un tal Bartolomeo Graziani, qui seria finalment assassinat per desconeguts. Tals reunions testimoniaven el seu interès pel món literari de Lucca i Pisa, com documenta la cita d'Ortensio Lando el 1552, qui l'anomena noble poetisa luquesa.
El 1555 es van publicar a Lucca els seus Rime i prose; el 1556 es va publicar la traducció del conjunt de pregàries A Demonico de Pseudo-Isòcrates, dedicada a Giulio di Medici. Amb posterioritat publicarà diverses obres poètiques, religioses i epistolaris, fins a la seva mort el 1604, a la notable edat de 89 anys.